# Joan Vidal i Jumbert
Joan Vidal i Jumbert (Granollers, Vallès Oriental, 1860 - Granollers, Vallès Oriental, 1928), fou un escriptor, periodista i autor de teatre popular català, a més de filòleg autodidacta.

## Obres

### Obres de teatre
- Servius. Llib. y Tip. Vicense, 1894.[1][2]

- Llars apagades: drama en 3 actes y en prosa. Imp. de J. Xirau, 1900.[1][2]

- Doloretas la sastressa: comèdia en un acte. Llib. y Tip. Vicense, 1901.[1][2]

- Lo Recort de Mossèn Angel: drama en tres actes y en prosa. Tip. La Publicidad, 1901.[1]

- La Petita de can Punyego. Biblioteca Enciclopèdica Moderna, 1901.[1]

- L'Evangelista: drama en tres actes i en prosa. La Renaixensa, 19??.[1]

- La Última carícia: quadro dramàtich. Imp. i Llib. Ausetana, 1903.[1]

- Las Pesigollas de la senyoreta: comedia en un acte y en prosa. Imp. Cucurella, 1906.[1][2]

- L'Hereuet de la ferreria: comedia en dos actes i en prosa. Biblioteca "L'Escon", 1910.[1][2]

### Memòries
- Fulls del meu àlbum. Imp. Ausetana, 1903.[1][2]

### Traduccions
- La Reyna de les Gorgones, de Marianna Kambouroglou. La Veu de Catalunya (7-11-1897).[3][4]

## Fons bibliogràfic
L'any 1929 la Diputació de Barcelona va adquirir el fons bibliogràfic procedent de la seva biblioteca personal (Fons Vidal i Jumbert) i les obres més interessants van incorporar-se a la Biblioteca Popular de Granollers, tal com s'anomenava la biblioteca a l'època (avui Biblioteca Can Pedrals).
La particularitat del Fons Vidal i Jumbert recau en el fet que aplega obres editades entre mitjans del segle xix i principis del XX, la majoria escrites en llengües estrangeres. Hi destaquen els llibres per a l'aprenentatge d'idiomes entre els quals es troben el sànscrit, el turc, l'hongarès, l'hebreu i l'àrab, tant el clàssic com les variants del nord d'Àfrica.